# Кейсарие-базар

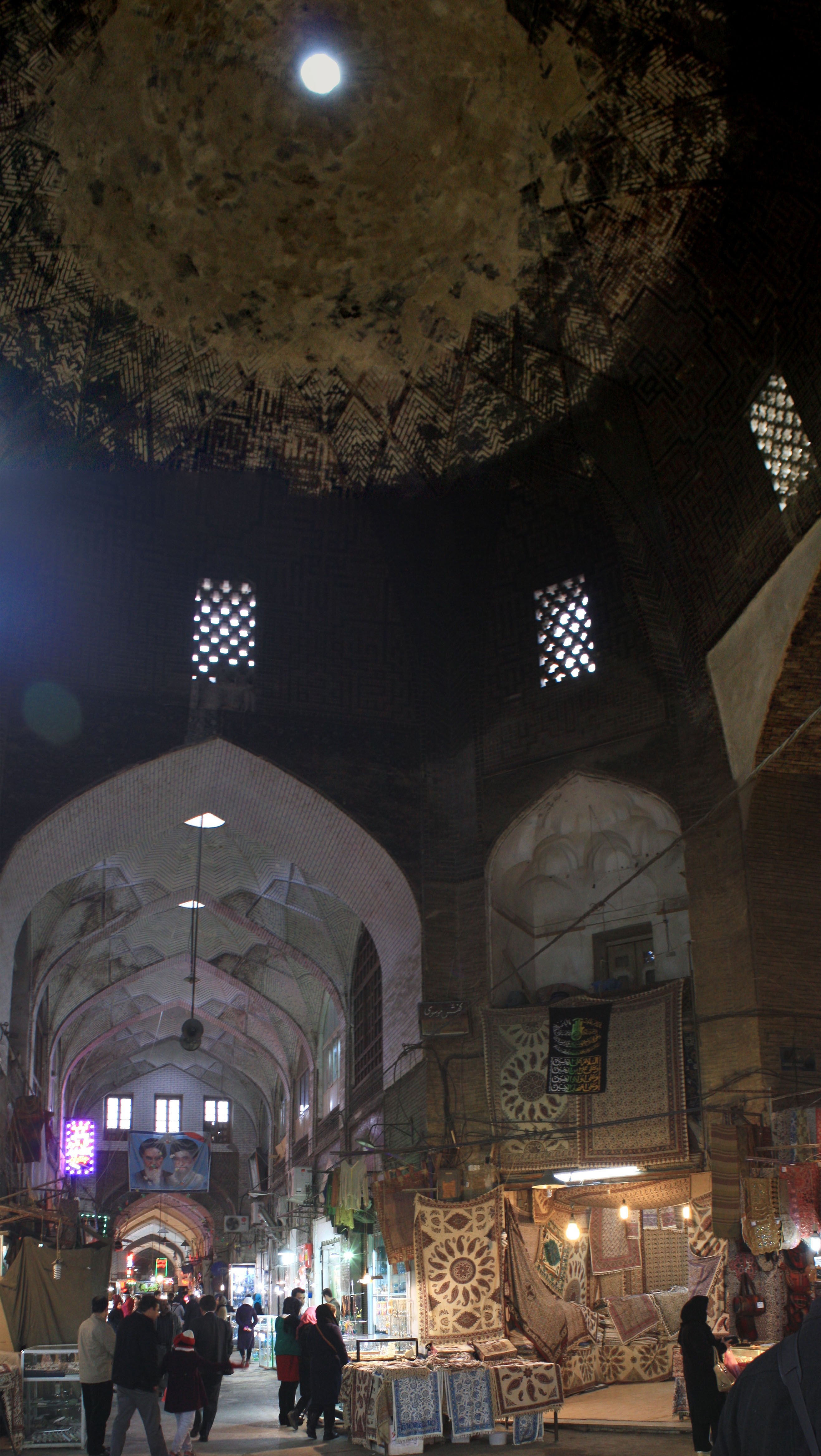
Кейсарие-базар

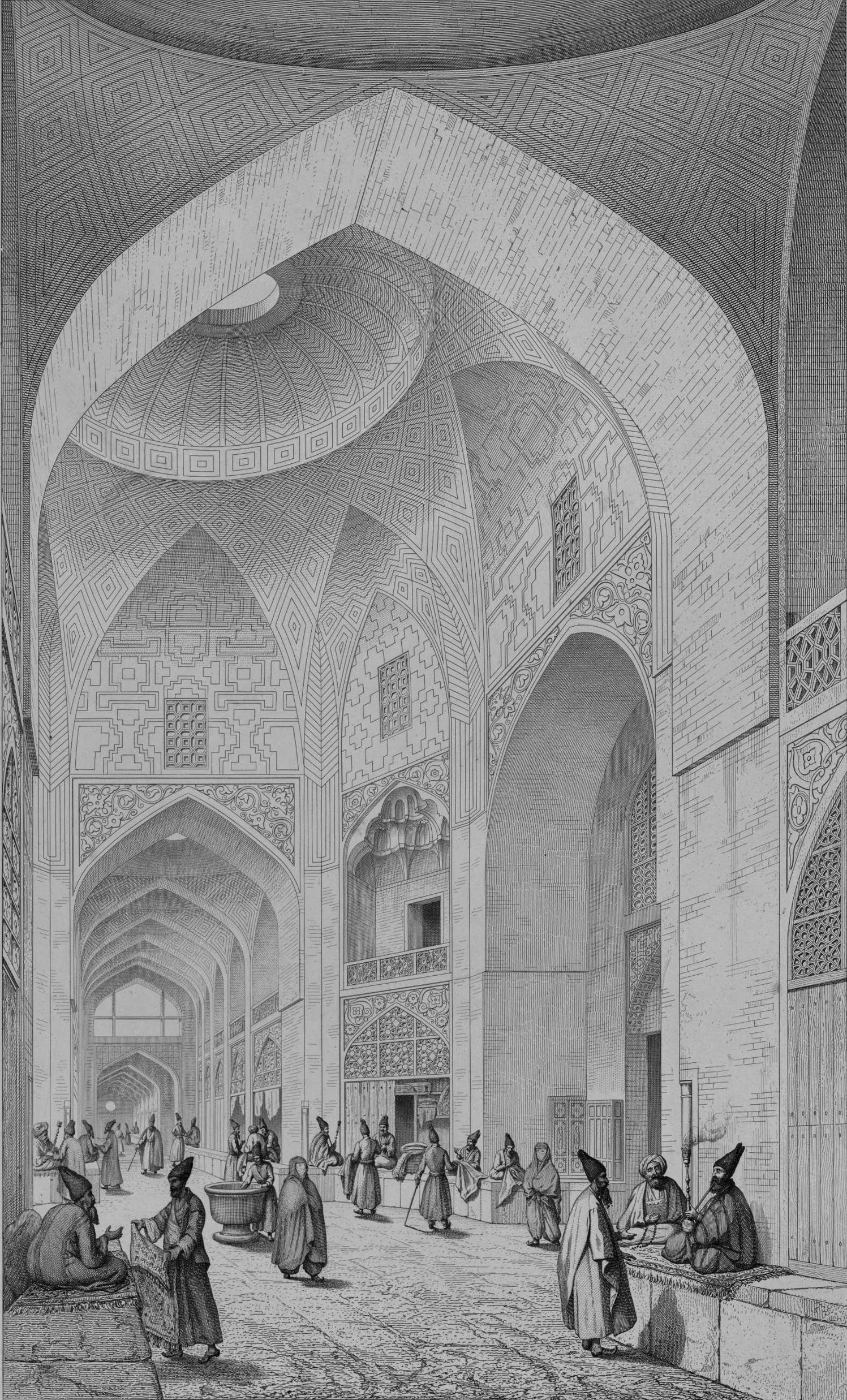
Торговля тканями на Кейсарие-базаре в XIX веке.

Кейсарие-базар — большой базарный комплекс, расположенный в историческом районе иранского города Исфахан. Большинство купцов на этом базаре торгует коврами. Базар также известен под названием «Базар Солтани»; в эпоху правления династии Сефевидов это был один из крупнейших и богатейших базаров Ирана, где продавались самые разные товары — от тканей до ювелирных изделий. Базар был построен в 1620 году к северу от Площади Имама. Базар соединяет Площадь Имама с Площадью Атик и с так называемыми сельджукскими кварталами.
Центральное здание базара имеет два этажа: второй используется под служебные помещения, на первом располагаются магазины. Кейсарие-базар постепенно присоединил к своей территории соседние мелкие базары, многие из которых существуют до сих пор. Потолки и стены центрального здания расписаны фресками.
В базарный комплекс также входит несколько мечетей, Касегаранская исламская школа, несколько гостиниц (раньше, в эпоху «караван-сараев», их было значительно больше, но некоторые действуют до сих пор).